# Dalen-Hökolsberget
Dalen-Hökolsberget är ett naturreservat i Rättviks kommun i Dalarnas län.
Området är naturskyddat sedan 2010 och är 52 hektar stort. Reservatet består av en bäckravin och lövskog och närmare Hökolsberget av gammal granskog.